# Charente libre
Charente libre è un quotidiano francese fondato a Angoulême nel 1944.

## Storia
Fu fondato all'indomani della liberazione della Charente da parte degli Alleati nel 1944.
Nel 1960 il gruppo Sud Ouest acquisì parte delle azioni della Charente libre.